# 순천왕지초등학교
순천왕지초등학교는 대한민국 전라남도 순천시 조례동에 있는 공립 초등학교이다.

## 학교 연혁
- 2023년 9월 1일 제12대 전희 교장 부임
- 2020년 3월 1일 제11대 박점숙 교장 부임
- 2020년 3월 1일 29학급 편성(특수학급포함)(789명)
- 2020년 1월 7일 제20회 졸업식(141명)(총4,324명)
- 2000년 3월 13일 병설유치원 개원(2학급)
- 2000년 3월 2일 21학급 편성(739명)
- 2000년 3월 2일 순천왕지초등학교 개교

## 학교 상징
- 우리 학교 꽃 - 철쭉 : 절개, 신념
- 우리 학교 나무 - 소나무 : 정열, 사랑
- 우리 학교 색 - 파랑 : 안정, 희망

## 참고 자료
- 순천왕지초등학교 - 한국교육학술정보원 학교알리미